# جان دی وارین
جان دی وارین (انگلیسی: Jean de Wavrin; ۱ ژانویهٔ ۱۴۰۰ – ۱ ژانویهٔ ۱۴۷۴) مورخ، نویسنده، سرباز، و رویداد نگار اهل پادشاهی فرانسه بود.